# Linka MCD-3
Linka MCD-3 neboli Leningradsko‑Kazanskij diametr (rusky Ленингра́дско-Каза́нский диаметр) či Třetí diametr je linka Moskevských centrálních diametrů označována zrzavě-červenou barvou (oficiálně jde o barvu papáji). Je v provozu od 17. srpna 2023.
Linka vznikla propojením Leningradského směru Okťabrské železnice a Kazaňského a Rjazaňského směru Moskevské železnice v úseku mezi moskevskou exklávou Zelenogradem a městem Ramenskoje přes město Chimki, centrum Moskvy a města Ljubercy a Žukovskij. Sjednocuje tak čtvrti na severu a severozápadě Moskvy s čtvrtěmi na jihovýchodě a přilehlou částí Moskevské oblasti. Měří celkem 85 km a obsluhuje nyní (začátek roku 2024) celkem 39 zastávek (v budoucnu 42), z čehož 11 (v budoucnu 14) umožňuje přestup na metro, Moskevský centrální okruh či na další radiální železniční směry. Celou trasu vlak ujede přibližně za 2 hodiny a 15 minut.
Na této lince jsou využívány především zdvojené soupravy (6 + 5 vagónů) Ivolga ve verzi 3.0, které jsou dočasně doplněny soupravami řady EP2D. Ty by měly být postupně nahrazovány Ivolgou verze 4.0.
Denně jezdí 118 párů vlaků v intervalu 10 minut. První vlak ze stanice Zelenograd-Krjukovo vyjíždí v 4:32, poslední v 0:02; první vlak ze zastávky Ippodrom pak 4:22 a poslední v 23:52. Cestující však za stejný tarif mohou využít i další příměstské spoje, jejichž trasa se částečně s trasou Třetího diametru shoduje. Po většinu dne zde funguje 5minutový interval, neboť z konečných stanic Zelenograd-Krjukovo a Ippodrom 5 minut po odjezdu linky MCD-3 odjíždí spoj, který je ukončen na Leningradském (ve směru od Zelenogradu) či Kazaňském nádraží (ve směru od zastávky Ippodrom).
Co se jízdného týče, centrální zóna je mezi stanicemi Chovrino a Uchtomskaja. Při pohybu vně tohoto úseku je uplatněn tarif příměstské zóny.

## Stanice
Na lince jsou obsluhovány následující stanice a zastávky. Kurzívou jsou označeny zastávky či stanice, které jsou ve výstavbě nebo které jsou v rekonstrukci:
Zelenograd-Krjukovo – Malino – Firsanovskaja – Schodňa – Podrjezkovo – Novopodrjezkovo – Molžaninovo – Novyje Chimki – Chimki – Levobjerežnaja – Chovrino  – Gračjovskaja – Mosselmaš – Lichobory  – Petrovsko-Razumovskaja   – Ostankino   – Rižskaja   – Miťkovo   – Elektrozavodskaja  – Sortirovočnaja – Aviamotornaja  – Andronovka  – Pjerovo  – Pljuščevo – Věšňaki  – Vychino  – Kosino  – Uchtomskaja – Ljubercy – Panki – Tomilino – Kraskovo – Malachovka – Udělnaja – Bykovo – Iljinskaja – Otdych – Kratovo – Jeninskaja - Fabričnaja – Ramenskoje - Ippodrom

## Perspektivy
V červnu 2024 by měla být zprovozněna zastávka Miťkovo, která se bude nacházet na Miťkovské spojovací větvi propojující Leningradský směr Okťabrské železnice a Kazaňský směr Moskevské železnice. V roce 2024 pak proběhne projektová příprava a v roce 2025 i výstavba zastávky Novyje Chimki. 
Zastávka Rižskaja je dočasně uzavřena z důvodu rozsáhlé rekonstrukce, která je z dne prováděna s ohledem na pohodlný přestup mezi dvěma linkami metra, třemi (v perspektivě čtyřmi) linkami Moskevských centrálních diametrů a ostatní veřejnou dopravou. Celková rekonstrukce probíhá od dubna 2023 i na zastávce Malino v souvislosti s výstavbou kolejí vysokorychlostní tratě.
Ve vzdálenější perspektivě má být linka prodloužena až do Tveru a Rjazaně.